# Wim Deetman

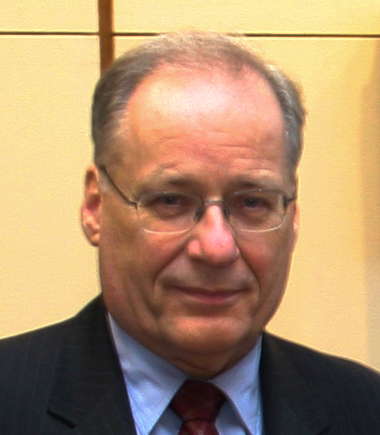
Wim Deetman (2009)

Willem Joost (Wim) Deetman (* 3. April 1945 in Den Haag) ist ein niederländischer Politiker des Christen-Democratisch Appèl (CDA) (und ihres Vorläufers Christelijk-Historische Unie, CHU). Er war von 1989 bis 1996 Vorsitzender der Zweiten Kammer des niederländischen Parlaments, von 1996 bis 2008 Bürgermeister von Den Haag und von 2008 bis 2015 Mitglied im Raad van State (Staatsrat).
Wim Deetman schloss 1972 den Studiengang Politikwissenschaften an der Vrije Universiteit Amsterdam ab. Beim Spitzenverband der protestantisch-christlichen Schulen (VBPCO) leitete er von 1972 bis 1978 die Abteilung für die weiterführenden Schulen (Vwo, Havo, Mavo und Berufsschulen). Als Mitglied der protestantisch-konservativen Christelijk-Historische Unie (CHU) gehörte er von 1974 bis 1981 dem Gemeinderat von Gouda an. Im Januar 1978 rückte er für einen ausgeschiedenen Abgeordneten auf der Liste des Christen-Democratisch Appèl (CDA) – damals noch Wahlbündnis der drei christlichen Parteien – in die Zweite Kammer des niederländischen Parlaments nach. Anschließend war er bildungspolitischer Sprecher seiner Fraktion. 
Der CDA wurde 1980 zur einheitlichen Partei, in der die CHU aufging und der Deetman seither angehört. Bei der Parlamentswahl 1981 wurde er als Abgeordneter bestätigt, legte sein Mandat aber im September desselben Jahres nieder, als er zum Staatssekretär im Ministerium für Bildung und Wissenschaft ernannt wurde, in dem er für die weiterführenden Schulen zuständig war. Nach dem Ausscheiden der sozialdemokratischen PvdA aus der Regierung und damit auch dem Rücktritt des bisherigen Bildungsministers Jos van Kemenade wurde Deetman im Mai 1982 selbst Minister für Bildung und Forschung im Übergangskabinett Van Agt III. Er behielt das Amt auch in den folgenden Regierungen Lubbers I und II bis zum September 1989. 
Bei der Wahl in diesem Jahr wurde er wieder in die Zweite Parlamentskammer (Tweede Kamer) gewählt, deren Vorsitzender er anschließend während zwei Legislaturperioden bis 1996 war. Während seiner Zeit als Vorsitzender wurde 1992 das neue Gebäude der Zweiten Kammer eingeweiht. 
Von 1996 bis 2008 war er Bürgermeister der Stadt Den Haag, dem Sitz der niederländischen Regierung und des Parlaments sowie des Internationalen Gerichtshofs. Zum Jahresanfang 2008 wurde Deetman Mitglied des niederländischen Staatsrats (Raad van State), einem Verfassungsorgan, das die Regierung berät und zugleich oberstes Verwaltungsgericht ist. Ihm gehörte er bis 2015 an.
Im Zusammenhang mit den Vorwürfen über sexuellen Missbrauch in der Katholischen Kirche in den Niederlanden wurde der Protestant Deetman im März 2010 mit der Leitung einer Untersuchungskommission beauftragt. Diese stellte im Dezember 2011 ihre Ergebnisse vor.